# アリス・マンロー

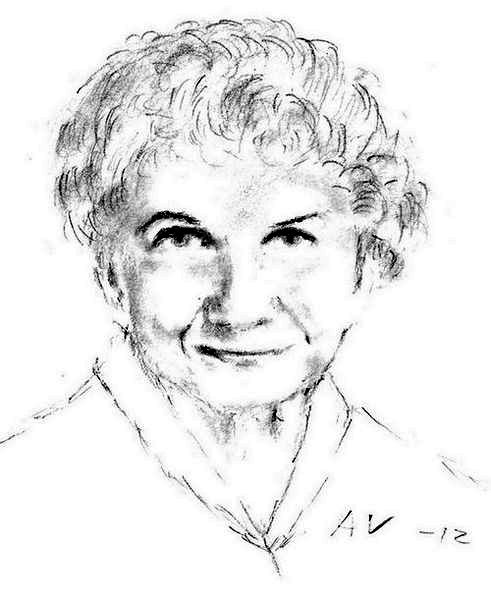

アリス・アン・マンロー（Alice Ann Munro 1931年7月10日 - 2024年5月13日）は、カナダの作家。短篇小説の名手として知られる。2013年ノーベル文学賞受賞。

## 略歴
オンタリオ州ヒューロン郡の町ウィンガムの出身。ウェスタンオンタリオ大学にて英文学を専攻。1951年にジェイムズ（ジム）・マンローと結婚。大学を中退し、図書館勤務や書店経営を経験しつつ執筆活動をはじめ、初の短篇集 Dance of the Happy Shades（1968年）が同年のカナダ総督文学賞を受賞すると、 Who Do You Think You Are? (1978年)、The Progress of Love(1986年)でも同賞を受賞した。
その後もカナダの一地方を舞台とする作品を発表し続け、アメリカの雑誌「ニューヨーカー」にも作品が掲載され、国外での評価もすすむ。やがて全米批評家協会賞をはじめW・H・スミス賞、ペン・マラマッド賞、オー・ヘンリー賞（2006年、2008年、2012年）など多くの文学賞を受賞し、2005年には、「タイム」誌の「世界でもっとも影響力のある100人」に選ばれた。2009年にブッカー国際賞を、2013年にノーベル文学賞を受賞した。
連作短篇集『林檎の木の下で』では、自らのルーツとして、エディンバラからカナダへ移り住んだ一族の物語を3代にわたり描いている。
2013年6月には執筆生活からの引退を表明した。
2024年5月13日の夜、オンタリオ州のケアホームで死去。晩年は認知症を患っていた。92歳没。

## 家族をめぐる論争
死後の2024年7月7日、アリスとジム・マンローの三女にあたるアンドレアの手記がトロント・スター紙に掲載された。アンドレアが9歳のとき、二度目の夫ジェラルド（ジェリー）・フレムリンと暮らしていた母アリスの元で夏休みを過ごしていた際、母が留守にした晩にフレムリンから性的虐待を受けたというもので、その後の長年にわたる精神的苦痛、マンロー一家が抱えてきた秘密を綴る内容だった。
当初アンドレアは母には話せないままヴィクトリアの父のもとに帰り、そこで父の再婚相手の連れ子で仲の良かった義兄アンドリューに打ち明け、義兄の強い勧めで義母にも話した。義母はすぐさま夫ジム・マンローに告げて当然アリスにも知らせるべきだと考えたのだが、ジムは反対し、アンドレアの姉二人も含めた一家全員にアリスには何も話さないようにと命じ、翌夏アンドレアを母の元へ行かせるときには長姉のシーラを見張りにつけたのだった。アンドレアが思春期を迎えると、フレムリンは興味をなくしたようだった。事件はそのまま一家の秘密となったのだが、アンドレアはその後さまざまな身体的不調に悩むようになった。
25歳のとき、性的虐待をテーマとした小説が母アリスとのあいだで話題にのぼったのを契機に事件を母に話す勇気が出たアンドレアは、9歳のときの事件の顛末を手紙に認めた。それを読んだアリスはすぐさまフレムリンと暮らしていた家を出て、東海岸に買っていたコンドミニアムへ移ったものの、やがて追いかけてきたフレムリンに説得されてよりを戻してしまった。アリスが家出した際にフレムリンはジム・マンローの元へ手紙を寄越し、アリスへの不実を悔いながらも、『ロリータ』を引き合いに出して9歳のアンドレアに誘われたかのようなことを書いた。のちにこれが有罪の証拠となる。
その後もマンロー一家はアリスとジェリーのフレムリン夫婦との家族付き合いを続け、アンドレアは家族の輪のなかでトラウマを隠して普通に振る舞わざるを得なかった。アリスの長女シーラが書いた母の評伝には、1999年のアンドレアの結婚式に母と娘三人が集う情景が描かれているが、性的虐待事件には触れられていない。「アンドレアが語るべき話だと思ったので」とのちにシーラは述べている。2002年、双子を妊娠したアンドレアは、フレムリンを子供たちには絶対近づけないと母に宣言し、母や他の家族と疎遠になった。2004年、ニューヨーク・タイムズ・マガジンのインタビューで、娘たち三人とは仲良くしていると母が語っているのを読んだアンドレアは、強い憤りを覚え、以前フレムリンがマンロー家に出した手紙を証拠に彼による性的虐待を警察に訴え、2005年、80歳のフレムリンは有罪を宣告されて二年間の保護観察処分となった。これで事件は世間に知れわたるとアンドレアは期待したが、ニュースにはならなかった。事件は家族の周辺では公然の秘密であり、アリスの編集者ソニー・メータやデボラ・トリーズマン、エージェントのジェニファー・ルドルフ・ウォルシュも、程度の差こそあれ知っていたが、外に向かっては広がらなかった。アンドレアは母の評伝を書いていたロバート・サッカーに事件と有罪判決のことを話したが、サッカーは事件のことを著作に盛り込もうとはしなかった。
アリスは2011年ごろには認知症の症状が進行し、世話をしていたフレムリンは2013年の春に癌で死亡し、アリスは一日のうちに彼の持ち物を袋詰めにして捨てた。同年の秋にアリスはノーベル文学賞を受賞し、代理として授賞式に出た二女のジェニーがその後母の面倒を見た。ジェニーはアンドレアと疎遠になっているのが気になり、姉のシーラや義弟のアンドリューとともに、子供時代に性的虐待を受けた人とその家族のための支援組織ゲートハウスの取り組みに参加し、年次大会でアンドレアの苦難と一家が抱えてきた傷を語った。2016年、突然夫に去られたアンドレアは支えを求めて家族のもとへ帰ってきた。姉ジェニーの近くに住み、アンドレアが誰かわからなくなっていた母のもとをときおり訪れるようにもなった。二人の姉、そして義兄との絆を結びなおしたアンドレアは、2020年に自分の経験を綴ったエッセーをゲートハウスのホームページに掲載し、アリスの死後は母アリス・マンローの名を明示して再掲していた。兄弟たちも、元夫も、アンドレア自身も、さまざまな組織やジャーナリストへこのエッセーを送ったが、アリス・マンローを絶賛する追悼文があちこちに掲載されるなか、どこも取り合わなかった。そして2024年7月7日にトロント・スター紙がアンドレアの手記を掲載し、アンドリューとジェニーが妹について書いたエッセーも掲載された。ニュースは世界的に広まり、亡き前夫ジム・マンローが設立したマンロー・ブックスの経営者は、アリスの著作の売上利益を全て性的虐待者の支援組織に寄付すると声明を出した。
手記の掲載以来、さまざまな論考が発表された。レイチェル・アヴィヴの論考「Alice Munro’s Passive Voice 」は、資料をあたって事実確認をした上で関係者にインタビューをしている。マンローがどう自分と向き合いながら執筆し、事件を作品化していたかが描かれており、事件が長年蓋をされてきたメカニズムについても記述されており、性被害者の声がかき消されてしまいがちな社会のありようを考える考察となっている。

## 主な著作
- Dance of the Happy Shades (1968年) 日本語訳『ピアノ・レッスン』小竹由美子訳、新潮社〈新潮クレスト・ブックス〉、2018年
  - "Walker Brothers Cowboy"「ウォーカーブラザーズ・カウボーイ」
  - "The Shining House"「輝く家々」
  - "Images"「イメージ」
  - "Thanks for the Ride"「乗せてくれてありがとう」
  - "The Office"「仕事場」
  - "An Ounce of Cure"「一服の薬」
  - "The Time of Death"「死んだとき」
  - "Day of the Butterfly"「蝶の日」
  - "Boys and Girls"「男の子と女の子」
  - "Postcard"「絵葉書」
  - "Red Dressー1946"「赤いワンピース - 一九四六年」
  - "Sunday Afternoon"「日曜の午後」
  - "A Trip to the Coast"「海岸への旅」
  - "The Peace of Utrecht"「ユトレヒト講和条約」
  - "Dance of the Happy Shades"「ピアノ・レッスン」
- Lives of Girls and Women (1971年)
- Something I've Been Meaning to Tell You (1974年)
- Who Do You Think You Are? (1978年)
- The Moons of Jupiter (1982年) 日本語訳『木星の月』横山和子訳、中央公論社、1997年
  - 「チャドゥリーとフレミング」
    - 一 繋がり
    - 二 野の石

  - 「ダルス」
  - 「ターキー・シーズン」
  - 「アクシデント」
  - 「バードン・バス」
  - 「プルー」
  - 「レイバー・デイ・ディナー」
  - 「ミセズ・クロスとミセズ・キッド」
  - 「繰り言」
  - 「客」
  - 「木星の月」
- The Progress of Love （1986年）日本語訳『愛の深まり』栩木玲子訳、彩流社、2014年
  - "The Progress of Love"「愛の深まり」
  - "Lichen"「コケ」
  - "Monsieur les Deux Chapeaux"「ムッシュ・レ・ドゥ・シャポ」
  - "Miles City, Montana"「モンタナ州、マイルズ・シティ」
  - "Fits"「発作」
  - "The Moon in the Orange Street Skating Rink"「オレンジ・ストリート、スケートリンクの月」
  - "Jesse and Meribeth"「ジェスとメリベス」
  - "Eskimo"「エスキモー」
  - "A Queer Streak"「おかしな血筋」
  - "Circle of Prayer"「祈りの輪」
  - "White Dump"「白いお菓子の山」
- Friend of My Youth (1990年)
- Open Secrets (1994年)  ・収録作品のうち、"The Jack Randa Hotel"は「ジャック・ランダ・ホテル」として（『恋しくて』村上春樹編訳、中央公論社、2013年)、"Carried Away"は「流されて」として（『ベスト・ストーリーズⅢ　カボチャ頭』若島正訳、早川書房、2016年）翻訳されている。
- Selected Stories (1996年)
- The Love of a Good Woman （1998年）日本語訳『善き女の愛』小竹由美子訳、新潮社〈新潮クレスト・ブックス〉、2014年
  - "The Love of a Good Woman"「善き女の愛」
  - "Jakarta"「ジャカルタ」
  - "Cortes Island"「コルテス島」
  - "Save the Reaper"「セイヴ・ザ・リーパー」
  - "The Children Stay"「子供たちは渡さない」
  - "Rich As Stink"「腐るほど金持ち」
  - "Before the Change"「変化が起こるまえ」
  - "My Mother's Dream"「母の夢」
- Hateship, Friendship, Courtship, Loveship, Marriage （2001年）日本語訳『イラクサ』小竹由美子訳、新潮社〈新潮クレスト・ブックス〉、2006年
  - "Hateship, Friendship, Courtship, Loveship, Marriage"「恋占い」
  - "Floating Bridge"「浮橋」
  - "Family Furnishings"「家に伝わる家具」
  - "Comfort”「なぐさめ」
  - "Nettles"「イラクサ」
  - "Post and Beam"「ポスト・アンド・ビーム」
  - "What Is Remembered"「記憶に残っていること」
  - "Queenie"「クィーニー」
  - "The Bear Came over the Mountain"「クマが山を越えてきた」
- No Love Lost (2003年)
- Vintage Munro (2004年)
- Runaway (2004年) 日本語訳『ジュリエット』小竹由美子訳、新潮社〈新潮クレスト・ブックス〉、2017年
  - "Runaway"「家出」
  - "Chance"「チャンス」
  - "Soon"「すぐに」
  - "Silence"「沈黙」
  - "Passion"「情熱」
  - "Trespasses"「罪」
  - "Tricks"「トリック」
  - "Powers"「パワー」
- Carried Away: A Selection of Stories (2006年)
- The View from Castle Rock (2006年) 日本語訳『林檎の木の下で』小竹由美子訳、新潮社〈新潮クレスト・ブックス〉、2007年
  - 第一部　良いことは何もない
    - 「良いことは何もない」
    - 「キャッスル・ロックからの眺め」
    - 「イリノイ モリス郡区の原野」
    - 「生活のために働く」

  - 第二部　家
    - 「父親たち」
    - 「林檎の木の下で」
    - 「雇われさん」
    - 「チケット」
    - 「家」
    - 「なんのために知りたいのか？

  - エピローグ
    - 「メッセンジャー」
- Too Much Happiness (2009年) 日本語訳『小説のように』小竹由美子訳、新潮社〈新潮クレスト・ブックス〉、2010年
  - 「次元」
  - 「小説のように」
  - 「ウェンロック・エッジ」
  - 「深い穴」
  - 「遊離基」
  - 「顔」
  - 「女たち」
  - 「子供の遊び」
  - 「木」
  - 「あまりに幸せ」
- Dear Life (2012年) 日本語訳『ディア・ライフ』小竹由美子訳、新潮社〈新潮クレスト・ブックス〉、2013年
  - "To Reach Japan"「日本に届く」
  - "Amundsen"「アムンゼン」
  - "Leaving Maverley"「メイヴァリーを去る」
  - "Gravel"「砂利」
  - "Haven"「安息の場所」
  - "Pride"「プライド」
  - "Corrie"「コリー」
  - "Train"「列車」
  - "In Sight of the Lake"「湖の見えるところで」
  - "Dolly"「ドリー」
  - "The Eye"「目」
  - "Night"「夜」
  - "Voices"「声」
  - "Dear Life"「ディア・ライフ」

## 映像化作品
- 『アウェイ・フロム・ハー君を想う』（2007年）「クマが山を越えてきた」（『イラクサ』所収）を映画化。
- 『ジュリエッタ』（2016年）　『ジュリエット』所収の連作3編を映画化。
  - この他、「恋占い」（『イラクサ』所収）の映画化を予定。これまでに数作がテレビで映像化されてもいる。